# Zamarada dolorosa
Zamarada dolorosa là một loài bướm đêm trong họ Geometridae.